# Liste der Bodendenkmale in Walsleben (Brandenburg)
Die Liste der Bodendenkmale in Walsleben enthält alle Bodendenkmale der brandenburgischen Gemeinde Walsleben und ihrer Ortsteile auf der Grundlage der Landesdenkmalliste vom 31. Dezember 2020.
Die Baudenkmale sind in der Liste der Baudenkmale in Walsleben (Brandenburg) aufgeführt.
| Gemarkung        | Flur    | Kurzansprache                                                           | Bodendenkmalnummer | Bemerkung | Bild |
| ---------------- | ------- | ----------------------------------------------------------------------- | ------------------ | --------- | ---- |
| Walsleben (Lage) | 10      | Siedlung slawisches Mittelalter, Burgwall slawisches Mittelalter        | 100086             |           |      |
| Walsleben (Lage) | 10, 11  | Siedlung Bronzezeit                                                     | 100087             |           |      |
| Walsleben (Lage) | 1, 2, 7 | Siedlung slawisches Mittelalter                                         | 100090             |           |      |
| Walsleben (Lage) | 8       | Wüstung deutsches Mittelalter                                           | 100091             |           |      |
| Walsleben (Lage) | 2, 7    | Siedlung Urgeschichte, Dorfkern deutsches Mittelalter, Dorfkern Neuzeit | 100092             |           |      |
| Walsleben (Lage) | 10      | Wüstung deutsches Mittelalter                                           | 100093             |           |      |
| Walsleben (Lage) | 7       | Mühle Neuzeit, Mühle deutsches Mittelalter                              | 100100             |           |      |